# 豊橋北バスストップ
座標: 北緯34度50分39.9秒 東経137度29分7.6秒 / 北緯34.844417度 東経137.485444度

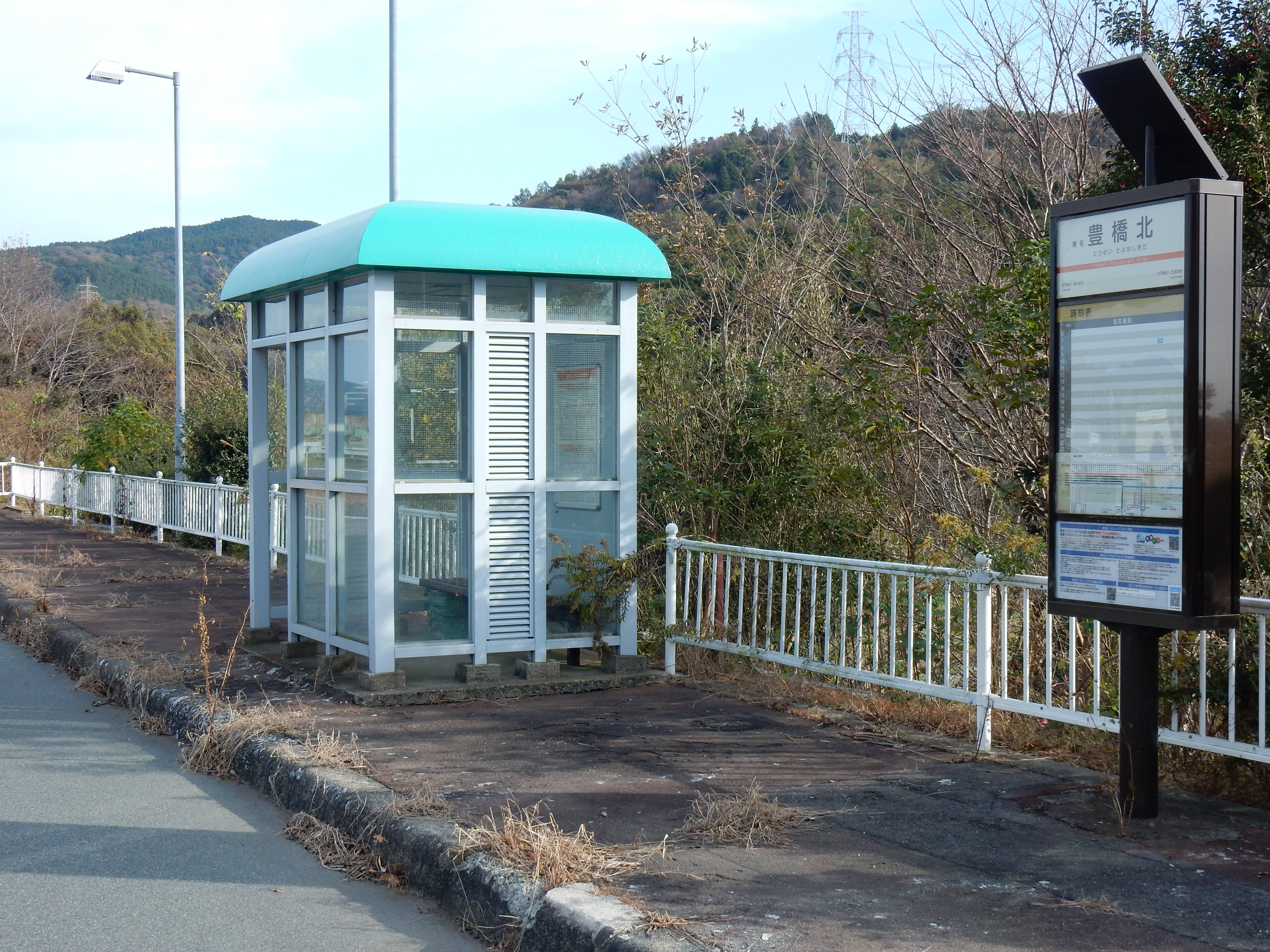
東名高速道路豊橋北バスストップ下り線

豊橋北バスストップ（とよはしきたバスストップ）は、愛知県豊橋市の新城市との境界付近にある東名高速道路本線上（新城パーキングエリア西方）に設置されたバス停留所である。東名豊橋北（とうめいとよはしきた）とも言う。2024年9月30日をもって停車するバスが無くなり、実質廃止となった。

## 概要
東名ハイウェイバスの急行便（名古屋 - 静岡）1往復のみ停車していた。
比較的新しく設置されたバス停。豊橋市街地から北東にかなり離れた山間にあり、利用者は僅少。
周辺に豊橋新城スマートインターチェンジ（仮称）の設置が計画されており、2024年9月には同バスストップの実質廃止と前後して建設工事が開始された。

## 歴史
- 1980年（昭和55年）4月7日 -  開設。
- 2009年（平成21年）6月4日 - 富士山静岡空港の開港につき、同停留所との乗降に限り（クローズドドア制度）e-wingの停車を開始[4]。
- 2010年（平成22年）10月30日 - この日をもってe-wing富士山静岡空港系統が掛川IC駐車場発着に短縮されることに伴い、停車を終了[5]。
- 2024年（令和6年）9月30日 - この日をもって停車するバスが無くなり、実質廃止となった。

## 隣接のバス停
- 東名ハイウェイバス
豊川BS - 豊橋北BS- 三ヶ日BS

## 乗り換え
- 豊鉄バス豊橋和田辻線：「四ツ谷」バス停下車、徒歩で約7分。
- 新城市Sバス中宇利線：「大原」バス停下車、徒歩で約3分（土・休日は運休）。
- 豊橋市地域生活バスタクシー・北部「柿の里バス」：「みどり保育園前」バス停下車、当バス停から約1.8km（土・休日、お盆、年末年始は運休）。

※ いずれも運行本数が少ない。

## 距離
- 東京から278.2km